# Tshituru
Shituru est une commune de la ville de Likasi en République démocratique du Congo. 